# Ашуров, Азизбек Джусунбекович
Азизбек Джусунбекович Ашуров (кирг. Азизбек Джусунбекович Ашуров) — кыргызский правозащитник, юрист, лауреат Премии Нансена (2019). Первый человек, получивший награду за работу по вопросам безгражданства.
Через свою организацию «Юристы Ферганской долины без границ» Ашуров помог более чем 10 000 лицам, оказавшимся в ситуации безгражданства после распада Советского Союза получить гражданство Кыргызстана. Семья Ашурова переехала в Кыргызстан из соседнего Узбекистана.